# Leptotes casca
Leptotes casca är en fjärilsart som beskrevs av Tite 1958. Leptotes casca ingår i släktet Leptotes och familjen juvelvingar. Inga underarter finns listade i Catalogue of Life.